# Kirchental
Kirchental ist eine Ortschaft und ein Wallfahrtsort in der Gemeinde Sankt Martin bei Lofer im Bezirk Zell am See im Land Salzburg.

## Geographie
Die Ortschaft liegt im  Hochtal der Kircher, einem Talkessel (880 m ü. A.) in den Loferer Steinbergen, rund 1,5 km südwestlich des Gemeindehauptortes St. Martin.

## Geschichte

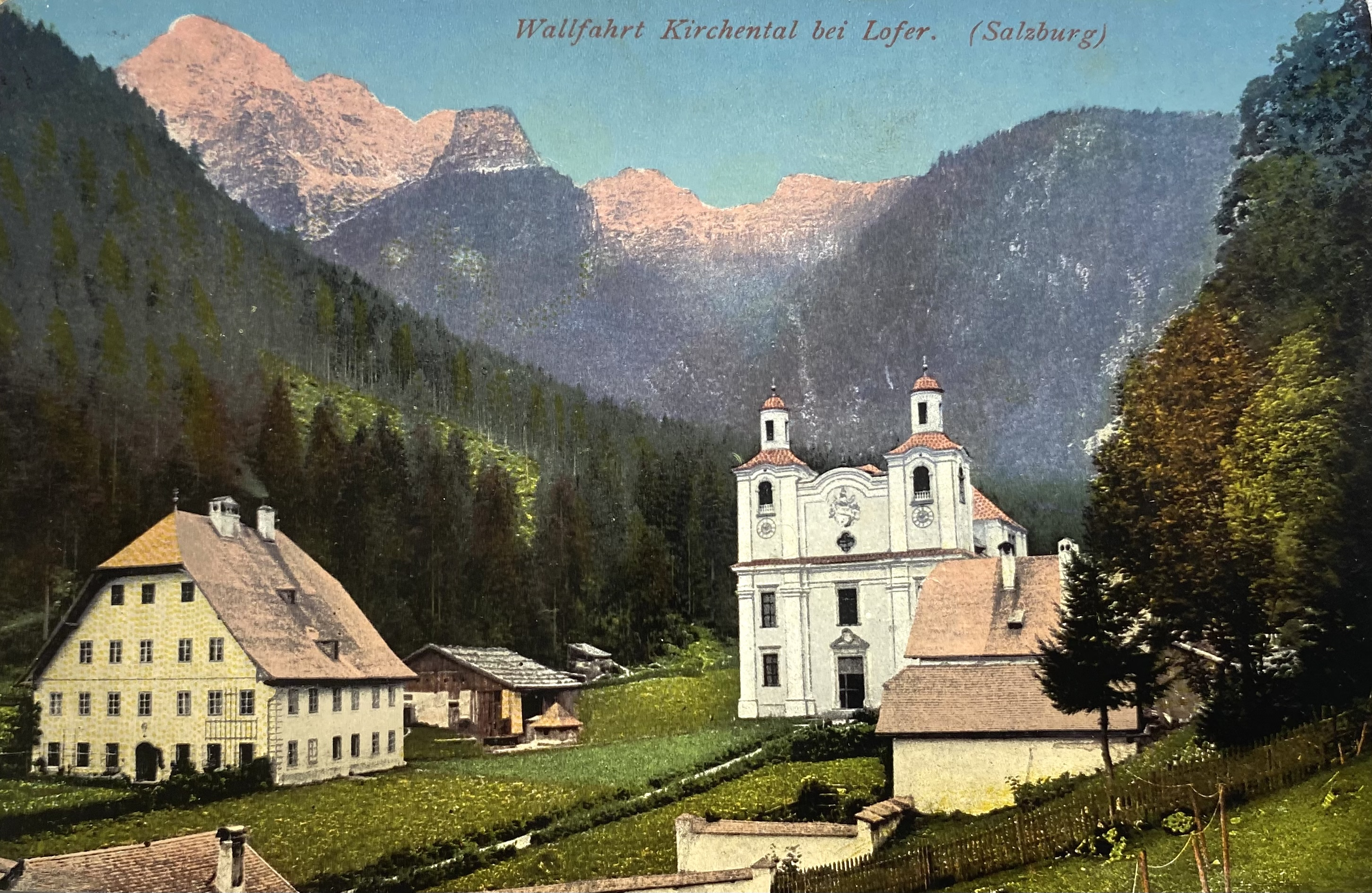
Li.: Regenshaus bzw. Priesterhaus, jetzt Haus der Besinning (Photochromiekarte)

Im jetzt Kirchental genannt Hochtal stand ursprünglich nur eine von Bauern um 1670 errichtete Holzkapelle. Seit das Tal nach 1688 zum Ziel einer Wallfahrt, und zwischen 1694 und 1701 eine große Kirche errichtet worden war, entwickelte sich Kirchental zu einem beliebten Wallfahrtsort.
Begünstigt durch seine abgelegene Lage wurde im 18. und 19. Jahrhundert im Regenshaus eine sog. Priesterkorrektionsanstalt unterhalten. Es unterstand dem Priesterhaus Salzburg und wurde von einem Regens geführt. Geistliche, die sich etwas zuschulden kommen haben lassen oder anderweitig negativ auffielen, wurden im Regenshaus unter Kuratel gestellt. Sie mussten unliebsame, oder als Strafe empfundene Dienste verrichten, insbesondere stundenlanges Beichtehören für Wallfahrer.

## Kultur und Sehenswürdigkeiten
- Wallfahrtskirche Maria Kirchental in einem Bauensemble mit freistehenden zweigeschoßigen barocken Gebäuden wie Regenshaus, Mesnerhaus und Wirtshaus.
- Ölbergkapelle auf dem Weg von Sankt Martin nach Kirchental
- St. Georgskapelle im Mühlgraben im Wildenthal
- Kapelle in Wildenthal
- Kapelle in Strohwolln